# Sint-Gilliskerk (Kumtich)
De Sint-Gilliskerk van Kumtich is een kerk gebouwd in romaanse stijl, in Kumtich, gemeente Tienen, in de provincie Vlaams Brabant. De kerk is genoemd naar Sint-Gillis, die leefde in de 7e en 8e eeuw. 

## Geschiedenis
De kerk werd gebouwd in de 12e eeuw, de zijbeuken zijn gereconstrueerd in de 18e eeuw, de neo-gotische toren dateert uit 1838. In 1924 werd de kerk gerestaureerd.
In november 1942 werd het gebouw aangemerkt als Belgisch beschermd erfgoed.

## Architectuur
De kerk heeft een driebeukig schip ter grootte van drie traveeën en een transept. In het schip bevinden zich aan iedere zijde drie vrij kleine gebrandschilderde vensters, het transept heeft een venster aan elk uiteinde. Aan de noordelijke transeptarm is een kapel gebouwd, die van de zuidelijke arm is afgebroken om plaats te maken voor een sacristie.

Van de 12e-eeuwse bouw is het oostelijk deel, voornamelijk het koor, behouden gebleven. Het chevet is opvallend door de platte gevel, in tegenstelling tot de gebruikelijke halfronde vorm. Het is opgebouwd uit steenblokken en parement, en heeft op drie niveaus boogfriezen, in afnemende grootte. Het onderste niveau bestaat uit drie grote arcaden, ondersteund door pilasters. In de middelste arcade bevindt zich een crucifix. Het tweede niveau is gedecoreerd met Lombardische boogfriezen bestaande uit tweemaal drie gegroepeerde arcaden met in het midden glas-in-loodvenster. Elke arcade rust op een geometrisch eenvoudig gevormd modillon. Het bovenste niveau bestaat uit een serie van acht arcaden die rusten op zuilen voorzien van kapitelen.
Het chevet wordt bekroond door een frontaal van rode baksteen voorzien van een raam met witte stenen. Daarboven is een ruw bewerkt bas-reliëf te zien, met een bakstenen blinde arcade erboven.

## Afbeeldingen

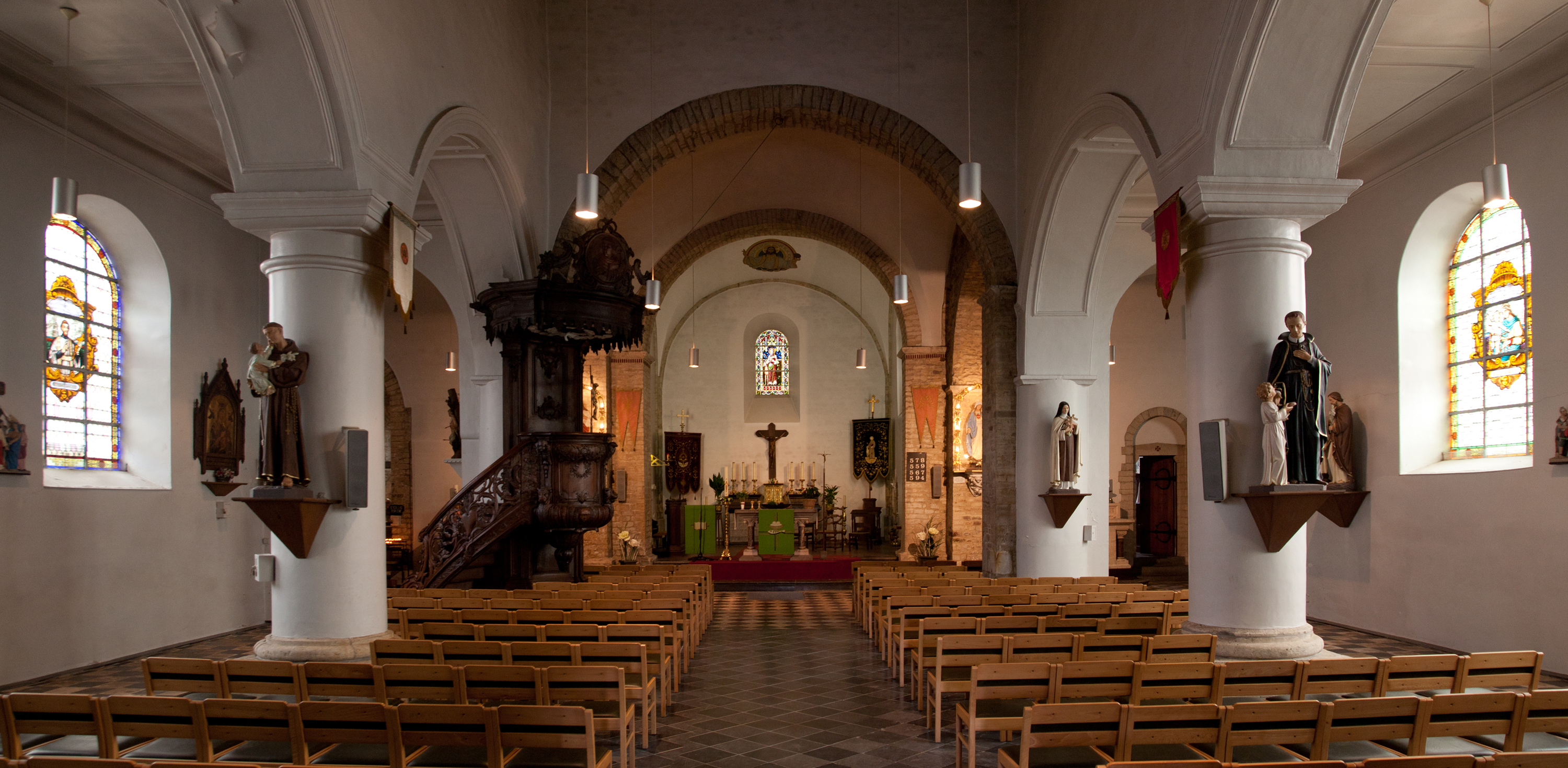
Schip richting koor
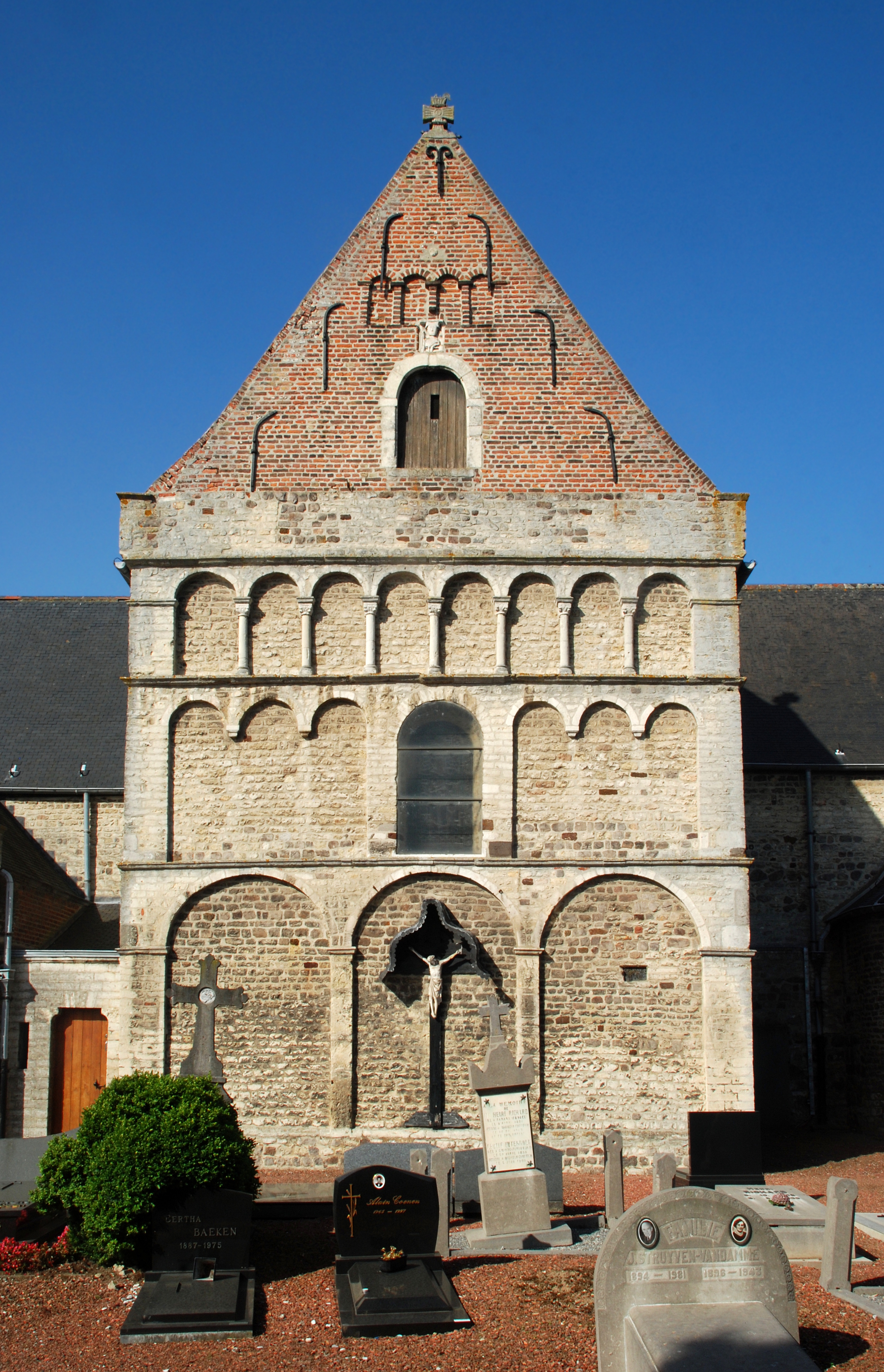
Oostgevel (12e eeuw)
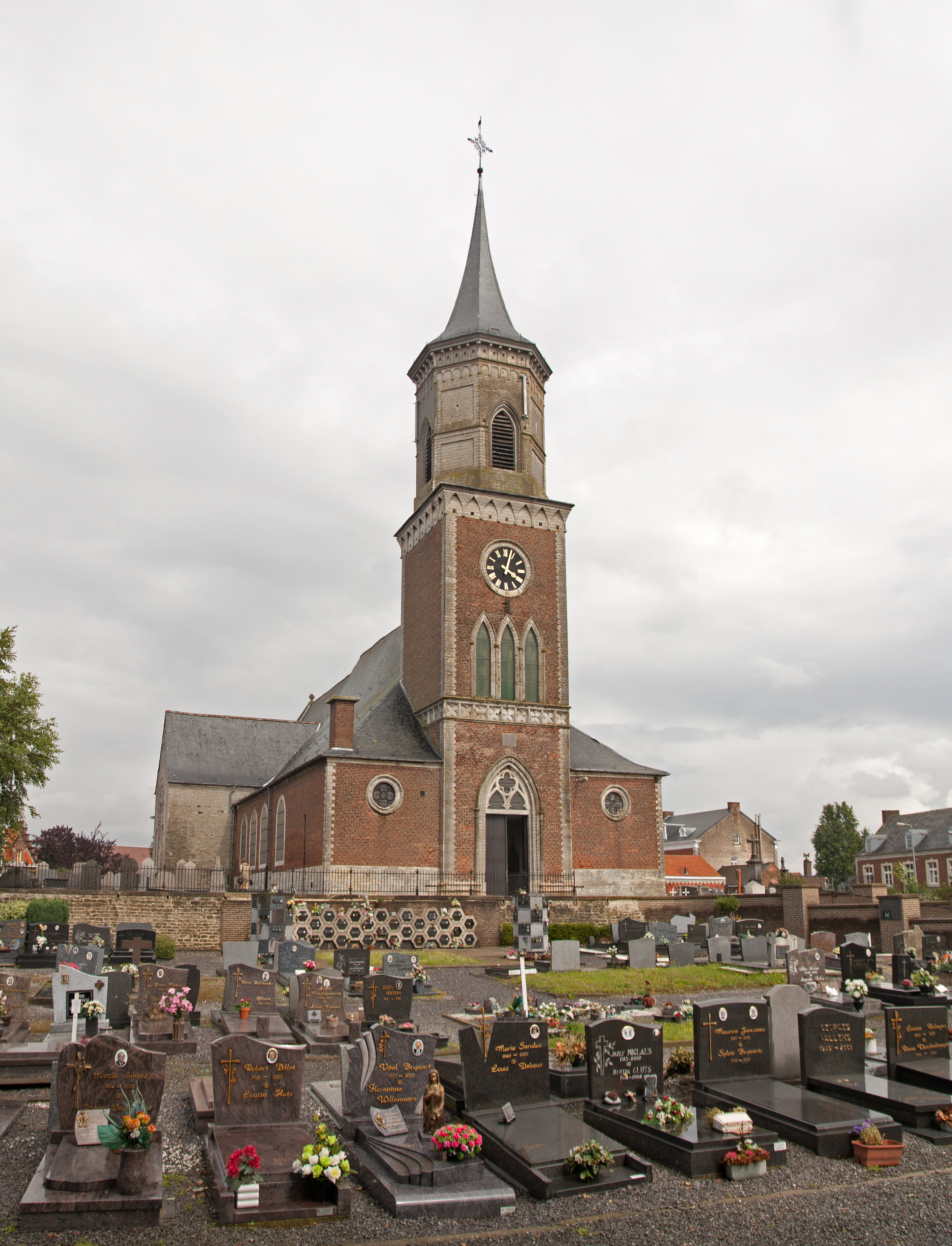
Voorzijde
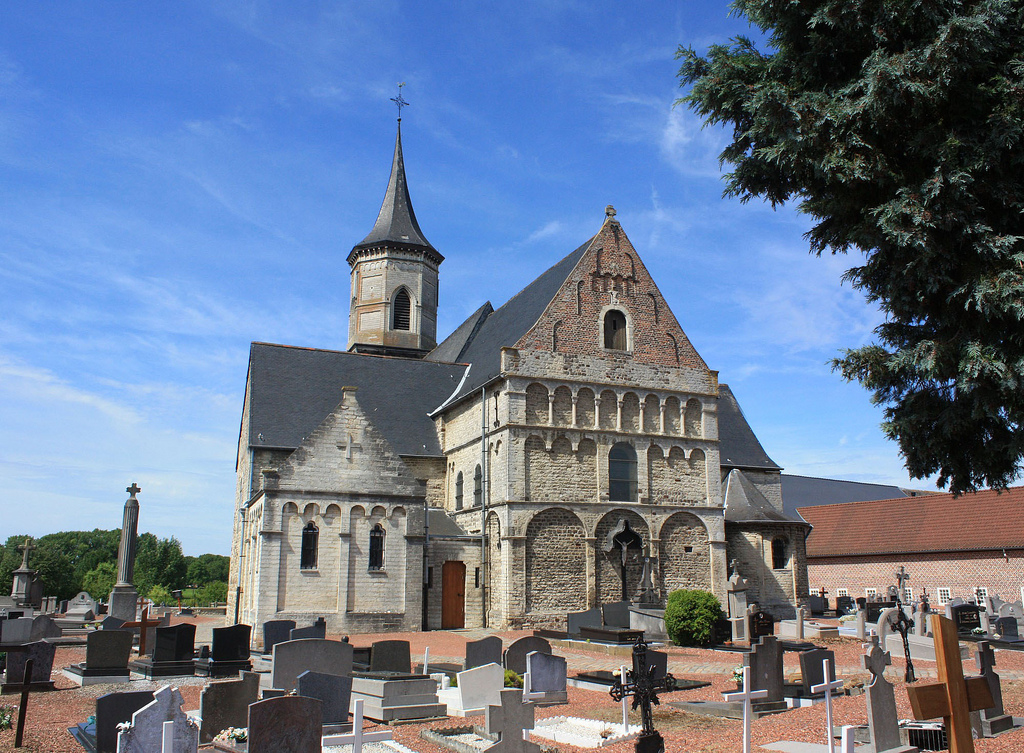
Achterzijde
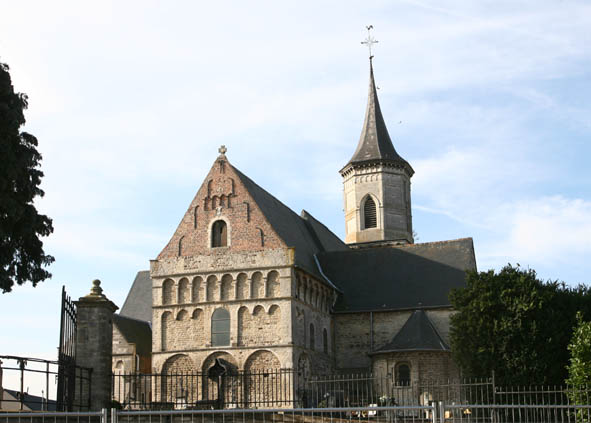
Achterzijde en rechter transeptarm met kapel